# محدبة الأسنان
محدبة الأسنان (الاسم العلمي: Hybodus)، وهو جنس منقرض من الأسماك الغضروفية. وقد ظهرت لأول مرة خلال نهاية العصر البرمي، واختفت خلال العصر الطباشيري المتأخر، أما خلال العصر الثلاثي، والجوراسي، والطباشيري فقد كانت محدبات الأسنان ناجحة وتواجدت في البحار الضحلة في جميع أنحاء العالم. ولأسباب غير مفهومة تماما، انقرضت محدبات الأسنان قرب نهاية الطباشيري المتأخر.